# Bodo (Tchad)
Pour les articles homonymes, voir Bodo (homonymie).
Bodo est une petite ville du Tchad.
Elle est le chef-lieu du département du Kouh-Est dans la région du Logone Oriental.

## Personnalités liées
- André Kailao (v. 1918 - 1965), né et mort à Bodo, Compagnon de la Libération.